# Slet Herred
Slet Herred var et herred i Aalborg Amt, del af det tidligere Nordjyllands Amt og nuværende Region Nordjylland.
I middelalderen hørte det under Himmersyssel. Fra 1660 blev det en del af Aalborghus Amt
I Slet Herred ligger følgende sogne:
- Farstrup Sogn – Nibe Kommune
- Gundersted Sogn – Aars Kommune
- Kornum Sogn – Løgstør Kommune
- Lundby Sogn – Nibe Kommune
- Løgsted Sogn – Løgstør Kommune
- Løgstør Sogn – Løgstør Kommune
- Malle Sogn – Løgstør Kommune
- Næsborg Sogn – Løgstør Kommune
- Oudrup Sogn – Løgstør Kommune
- Ranum Sogn – Løgstør Kommune
- Sebber Sogn – Nibe Kommune
- Skarp Salling Sogn (Salling Sogn) – Løgstør Kommune
- Store Ajstrup Sogn – Nibe Kommune
- Vilsted Sogn – Løgstør Kommune
- Vindblæs Sogn – Løgstør Kommune